# La musica seria
La Musica Seria è il settimo album da solista del cantautore italiano Morgan, pubblicato nel 2020.

## Il disco
Il disco tratta di 14 sonate classiche rivisitate e di una versione in chiave classica del brano Sincero.

## Genesi del disco
Dopo l'anticipata esclusione dal Festival di Sanremo 2021, 18 dicembre 2021, Morgan decide di pubblicare fino al giorno del suo compleanno, il 23 dello stesso mese, un brano, data in cui sarà pubblicata l'intera lista di brani dell'album. Morgan presenta così il suo progetto:

## Tracce
1. Sonata Scarlatta  (Domenico Scarlatti) - 2:13
2. Toccata e fuga in Re Minore  (J.S. Bach) - 9:24
3. Rinascerem  (Antonio Vivaldi) - 3:20
4. Gymnopedies 1+2  (Erik Satie) - 5:51
5. Una voce senza corpo  (Ravel) - 8:42
6. Bossanova Cimiteriale - Preludio in MI Minore (Friedrich Chopin) - 2:24
7. La consolazione  (Franz List) - 7:01
8. Bau Bau Bambino  (Shumann) - 7:18
9. Tecno Rondo  (Beethoven) - 5:40
10. Siciliana  (Alfredo Casella) - 3:40
11. Exitum  (Scirabin) - 2:30
12. Also  (Strauss) - 2:54
13. Pierino e il lupo  (Prokofiev) - 4:53
14. Sincero  (Bugo e Morgan) - 3:48